# Leptochloa
Leptochloa és un gènere de plantes de la subfamília de les cloridòidies, família de les poàcies, ordre de les poals, subclasse de les commelínides, classe de les liliòpsides, divisió dels magnoliofitins.

## Taxonomia
- Leptochloa aquatica Scribn.
- Leptochloa hirta Steud.
- Leptochloa imbricata Thurb.
- Leptochloa langloisii Vasey
- Leptochloa mexicana Scribn.
- Leptochloa monticola Chase
- Leptochloa nealleyi Vasey